# Kharayeb
Kharayeb (en árabe: الخرايب‎, romanizado: al-Kharāyab) es una ciudad histórica del distrito de Sidón en la gobernación de  Líbano Sur, de Líbano. La ciudad se encuentra a 77 km al sur de Beirut y a una altitud media de 190 m sobre el nivel del mar. La ciudad posee un rico legado histórico, con excavaciones arqueológicas que revelan una compleja historia de asentamientos que abarca desde la Prehistoria hasta el periodo otomano. Los orígenes de Kharayeb se remontan al periodo persa (539-330 a. C.), cuando desempeñó un papel fundamental en el panorama agrícola y económico de la región, que culminó con la construcción de su templo fenicio hacia el siglo VI a. C.

## Historia
Las excavaciones arqueológicas realizadas en Kharayeb y sus alrededores han revelado un complejo paisaje de asentamientos que abarca varios periodos cronológicos, desde la Prehistoria hasta la época otomana (1516-1918). La región estuvo habitada desde el Paleolítico medio, como demuestran numerosos herramientas líticas. Los primeros indicios de uso agrícola en periodos históricos proceden del yacimiento de Jemjim, cerca de Kharayeb, donde se descubrió una estela de la  Edad del Hierro Final. Las excavaciones también han encontrado un asentamiento rural con un complejo sistema de cisternas de la Edad del Hierro, y restos de vasijas de terracota que indican una ocupación que se remonta al segundo milenio a. C..
Durante el período aqueménida (539-330 a. C.), Fenicia floreció económicamente y la población de las ciudades costeras creció, lo que hizo necesario optimizar los recursos en sus respectivos territorios.
La política persa de fomento de la agricultura intensiva en zonas de regadío favoreció aún más este desarrollo. La subsistencia de Tiro estaba garantizada por el establecimiento de antiguos centros agrícolas rurales, que se extendían desde la costa hasta Palestina meridional. Estas zonas rurales, especialmente las situadas cerca de los ríos, desempeñaron un papel crucial en la economía de Tiro y fueron testigos de la aparición de una serie de asentamientos planificados. En este contexto de organización territorial se produjo la expansión de la ciudad de Kharayeb y se inició la construcción de su templo fenicio hacia el siglo VI a. C.

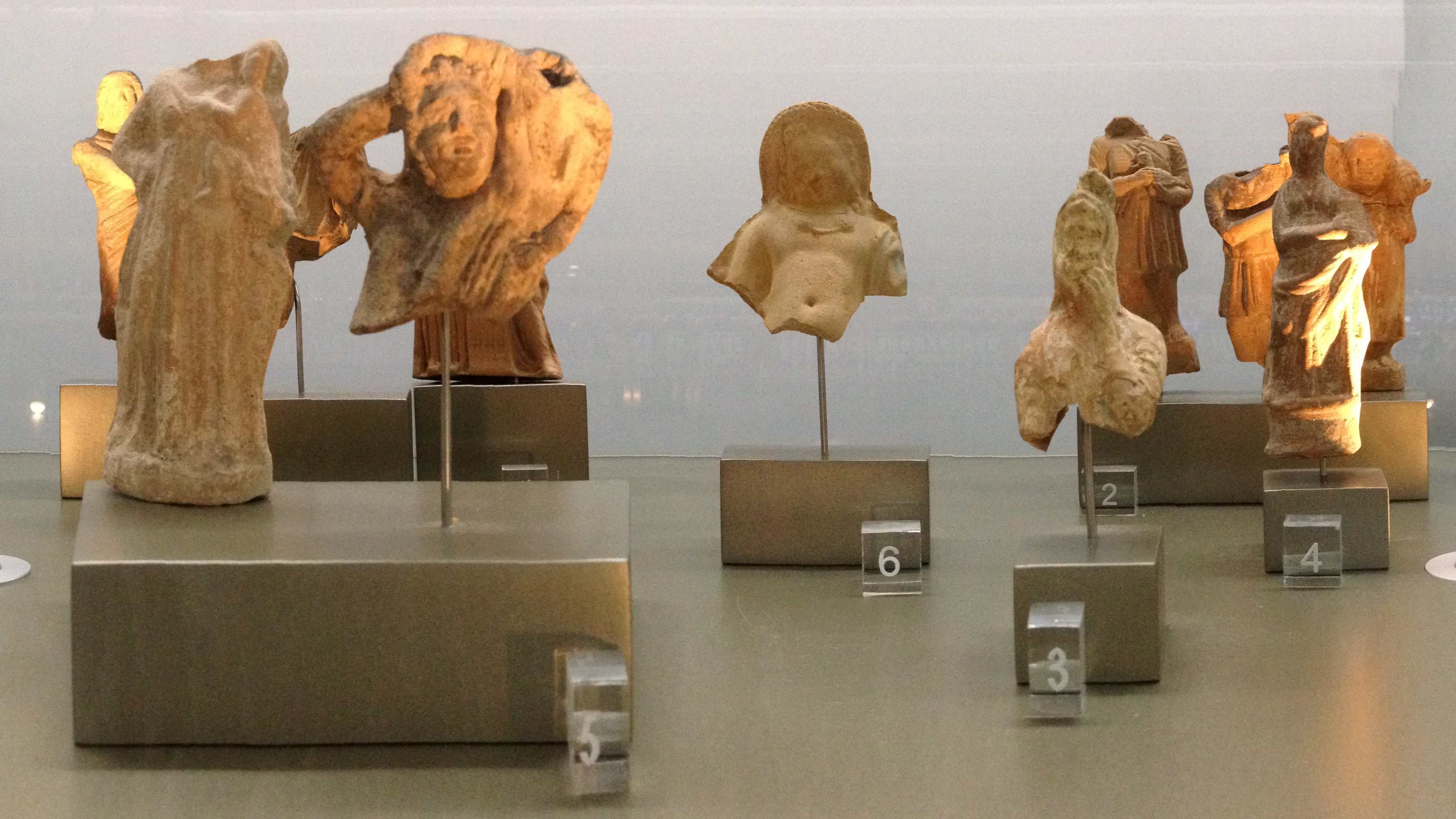
Figurillas del periodo helenístico (330-31 a. C.) de Kharayeb y Tiro, de influencia griega, en una vitrina del Aeropuerto Internacional Rafic Hariri.

La ciudad moderna de Kharayeb data de mediados del siglo XIX. Hacia mediados de ese siglo, Kharayeb y sus alrededores eran propiedad de Nasif Al-Asaad, un residente de Zrarieh. Por razones que pueden haber sido económicas o relacionadas con el sistema feudal de la época, la propiedad de Kharayeb pasó a la familia Qaddura, una prominente familia de Sidón. Según relatos locales, en 1885 tuvo lugar un encuentro entre las familias Al-Asaad y Qaddura, en una zona conocida hoy como Dahr Al-Awamid (“Afloramiento de las columnas”). Tras el fallecimiento del patriarca de la familia, "Qadura Agha", la propiedad pasó a sus tres hijos: Raf'at, Bahjat y Muhtaram. En 1925, durante el Mandato francés en el Líbano, la familia Qadura comenzó a vender parcelas de tierra a los residentes y familias del pueblo. Las familias acomodadas compraron tierras, mientras que las menos pudientes reunieron recursos para adquirir parcelas.

## Geografía
Kharayeb se encuentra en el distrito de Sidón, en la Gobernación del Sur.  Se encuentra a 77 km al sur de la capital, Beirut, al norte del río Litani. Tiene una superficie de 6,44 km² y una altitud media de 190 m. Limita al norte con las ciudades de Adloun y Kouthariyet Al-Riz. Al este, limita con las ciudades de Arzai y Zrarieh, mientras que el Leontes traza su límite meridional. El mar Mediterráneo se encuentra al oeste. Limita al norte con las ciudades de Adloun y Kouthariyet Al-Riz. Al este, limita con las ciudades de Arzai y Zrarieh, mientras que el Leontes traza su límite sur. El mar Mediterráneo se encuentra al oeste.

## Demografía
En 2006. había alrededor de 9000 residentes y la población es predominantemente chiita Las familias residentes son Akkoush, Dihini, Darr, Hammoud, Farkouh, Hayek, Hammadah, Zein, Bilal, Ezzeddin, Khalil, Tabbal, Hamdan, Shuman, Sharqaoui, Sbeity, Khalifa, Marwa, Kujuk, Ghazi, Saghir, Saab, Shour, Hraybi, Arrajah, Wehbi, Hijazi, Khalili, Jezzini, Al-Asaad, Saleh, Rahhal, Ismail, Al-Hajj, Haydar, Hani, Akhdar, Raad, Musa, Al-Faris, Hamdoun, Jawad, Hurani, Nasrallah, Ghoul, Ar-Rayes, Al-Hajj Mohammad, Al-Ali, Ahmed, Hussein, Kassirah, Kassem, Nasser.

## Hitos culturales
La ciudad es famosa por su templo fenicio, y el tesoro de miles de estatuillas votivas  de terracota, que ayudaron a arrojar luz sobre las prácticas culturales y religiosas de la población rural fenicia local durante la Edad del Hierro Final, aqueménida, y período helenístico.